# Lascano
Lascano – miasto w departamencie Rocha w Urugwaju. Położone jest na skrzyżowaniu dróg krajowych Ruta 14 i Ruta 15.

## Historia
Rosario zostało założone w 1876 roku przez ranczerów Don Francisca Fernándeza i Don Francisco Lascano, a status miasta uzyskało 3 listopada 1952 roku na mocy Ustawy nr 11.874

## Ludność
W 2004 populacja miasta wynosiła 9 311.
| Rok  | Populacja |
| ---- | --------- |
| 1963 | 5,309     |
| 1975 | 6,026     |
| 1985 | 7,152     |
| 1996 | 7,134     |
| 2004 | 6,994     |

Źródło: Instituto Nacional de Estadística de Uruguay.